# 夕焼け酒場
『〜癒・笑・涙・夢〜夕焼け酒場』（ゆうやけさかば）は、2014年4月12日からBS-TBSで放送中のグルメ番組。放送時間は毎週土曜日の18:00から30分間。宝酒造（「タカラ焼酎ハイボール」名義）の一社提供。

## 主な内容
きたろう、武藤十夢（以前は西島まどか）の両名が、各地（訪問地は東京都中心）を巡り、大衆酒場を訪問する。
料理を紹介するのはもちろんのこと、「ふれあい人情ドキュメンタリー」のキャッチフレーズ通り、料理を味わいながら店主と語り合い、苦労話や人となりを聞き出したり、常連客に店や主人のエピソードを聞き出すなど、コミュニケーションにも主眼が置かれる。
エンディングでは、店の前に出てきたきたろうが、締めのコメントを叫ぶ。そのコメントと同じ文面をきたろうがしたためた色紙が映し出され、番組を締めくくる。
スポンサーの関係上、出演者の飲み物は焼酎（ハイボール）のみで、ビールや日本酒は出てこない。なお、最近は客側のテーブルには甲類焼酎だけでなく、一刻者などの本格焼酎が出ることもある。（ただし、こちらもハイボールで楽しむため傍らに炭酸水が置かれている。）
2020年のコロナウイルス流行後、数回を総集編でつないだ。ロケを再開後は、他の客を店内に入れない状態で収録し、取材先の店主に対し、営業自粛の影響や感染予防対策を聞くのが通例となった。
2021年12月25日で西島まどかはこの番組を卒業することが2021年12月18日の放送で発表された。番組開始から約7年8ケ月間出演した。
2022年1月8日以降の放送は、きたろうのパートナーが西島まどかから武藤十夢に交代した。以後は、きたろうや武藤が自身にまつわるエピソードを語る演出が加えられている。
2023年4月1日の放送で、第1回目の放送で訪れた錦糸町「三四郎」を再び訪れ、きたろうは9年ぶりに女将と再会した。9年前にきたろうが書いた色紙は、いまだ店内に飾ってあり見ることが出来る。
2024年10月16日の放送で、第2回目に訪れた浅草「さくま」を再び訪れ、きたろうは女将と10年ぶりに再会した。きたろうが10年前に書いた色紙は行方不明である。

## 出演者

### 現在の出演者
- きたろう - 俳優、コメディアン（2014年4月 - ）
- 武藤十夢 - 女優、気象予報士、アイドルグループ・AKB48の元メンバー（2022年1月 - ）

### 過去の出演者
- 西島まどか - 放送当時はフリーアナウンサー（2014年4月 - 2021年12月）

## テーマ曲
- オープニングテーマ：美空ひばり「セ・マニフィック」
- 冒頭ナレーションテーマ：ソニー・クラーク・クインテット「Royal Flush」
- CM明けテーマ：デューク・エリントン「A列車で行こう」
- エンディングテーマ：夏川りみ「愛」

## スタッフ
- ナレーション：竹田雅則
- 題字：高橋敏彦
- 編集：酒井貴史
- ＭＡ：水野貴浩
- 音効：藤代広太
- スタイリスト：勝俣淳子
- ヘアメイク：奥野誠
- 技術協力：プラス02、オムニバスジャパン、TBS ACT、HASH
- AD：関口翔洋
- ディレクター：浦恵一、高山賢一
- 演出：小松伸一
- プロデューサー：水元とおる（ケーテン）
- 制作プロデューサー：杉山貴久（BS-TBS）
- 制作協力：ケーテン
- 製作著作：BS-TBS

## DVD
2016年6月4日に本番組が放送100回を迎えたのを記念して、本番組のDVDがよしもとアール・アンド・シーから同年9月14日に発売された。

## ファンイベント
2025年3月15日、番組放送10周年を記念して渋谷Loft9で「夕焼け酒場放送 10 周年ファンの集い〜きたろう&十夢と今宵に乾杯!」を開催した。当日は120名のファンが一堂に会し、その模様はライブ配信も行われ1週間アーカイブされていた。

### 内容
- 夕焼け酒場10年のアルバム（第1回目の放送から第500回までを写真で振り返る）
- 武藤十夢の初登場をみんなで見てみよう！（第 362 回 秋葉原「殿」の初々しい姿をみんなで見る）
- あの声の主は？ナレーター竹田雅則公開ナレーション（オープニングナレーションを浦ディレクターの指示で生披露）
- きたろうv.s.武藤十夢食レポ対決（ポテトフライ明太マヨディップを食べてその味をレポート）
- じゃんけん大会（きたろうの直筆色紙、武藤十夢のサイン入りポスターをじゃんけん争奪戦）
- 記念写真撮影（夕焼けポーズで撮影）
- きたろうの叫び（番組と同じように最後はきたろうがイベントの感想を叫ぶ）